# Quickstep (dans)
De Quickstep is een ballroomdans in vierkwartsmaat, vergelijkbaar met de maat van een snelle foxtrot. Ondanks deze gelijkenis heeft deze dans een eigen stijl en techniek.

## Geschiedenis
De Quickstep is in de jaren 20 ontstaan uit een combinatie van de foxtrot, charleston, shag, peabody en one step. De dans is van oorsprong Amerikaans en is in 1927 gestandaardiseerd in Engeland. De Quickstep is ondertussen een volledig opzichzelfstaande dans geworden, hoewel de invloeden van de oorspronkelijke dansen nog steeds wel zichtbaar zijn.
Richting het einde van de 20ste eeuw is de Quickstep op hoog niveau steeds sneller geworden. Tegenwoordig wordt veel gebruikgemaakt van hopjes, rennen, veel momentum en snel en veel draaien. Dit is vooral mogelijk gemaakt door het gebruik van tussenmaten. Op lager niveau is dit allemaal in veel mindere mate aanwezig. Dit maakt de dans erg geschikt voor beginners en op de meeste dansscholen wordt deze dans dan ook als een van de eerste dansen geleerd.

## Telling
De gebruikelijke telling in Quickstep is "Slow-Quick-Quick-Slow". Hierin telt een "slow" voor een halve noot, en een "quick" voor een kwartnoot. Bijzonder hieraan is dat één blok/pas/figuur al gauw op anderhalve maat uitkomt.

## Verplaatsing
De Quickstep verplaatst zich, zoals de meeste Ballroom dansen, tegen de klok in rondom de vloer. Hiertoe worden drive-Steps, tussenpassen, huppels en chassé's/lock-steps afgewisseld. Gebruikelijk wordt op een muzikale nadruknoot door middel van een drive-step en rijzen en dalen momentum opgebouwd. Dit momentum wordt daarna gebruikt in de volgende passen om door te bewegen tot de volgende daling en drive-step.

## Uitstraling
De dans maakt veel gebruik van rennende, huppelende en springende figuren die in kwartnoten en zelfs achtste noten worden geteld. Dit geeft veel ritmiek en snelheid aan de Quickstep; het geheel moet er lichtvoetig en soepel uitzien.

## Muziek
De muziek waarop de Quickstep wordt gedanst is levendig en telt standaard tussen de 49 en 52 maten per minuut. Muziek die buiten dit bereik valt, wordt vaak via afspeelsoftware verlangzaamd/versneld om hier toch binnen te vallen.
Voor sociale dansdoeleinden wordt vaker snellere muziek gebruikt (53+ maten per minuut)
Dit maakt snellere figuren moeilijker, en wordt hierdoor vaker zonder drive-step gedanst.
Voor lesdoeleinden wordt vaker langzamere muziek gebruikt (45-48 maten per minuut).
Dit wordt meestal ervaren als "duidelijke" muziek en is eenvoudig om op te dansen, maar maakt momentum opbouwen voor snellere figuren moeilijker.
Typische nummers voor een Quickstep zijn onder andere:
- That Man - Caro Emerald - 52bpm
- Don't Get Me Wrong - The Pretenders - 51bpm
- Driving Home for Christmas - Chris Rea - 45bpm
- Friend Like Me - Robin Williams uit Aladdin. - 51bpm
- Happy Feet - Milton Ager - 55bpm
- Hey There Delilah - Plain White T's - 52bpm
- Ik meen 't - André Hazes - 50bpm
- I'm So Excited - The Pointer Sisters 45bpm
- You Can't Hurry Love - Diana Ross & The Supremes - 48bpm
- Man Wanted - Copacabana - 50bpm
- Nah Neh Nah - Vaya Con Dios - 55bpm
- Never Ever Let You Go - Rollo & King - 54bpm
- Nine to Five - Dolly Parton - 53bpm
- Rhythm - Casey MacGill & The Spirits of Rhythm - 50bpm
- Sing Sing Sing - Benny Goodman - 54bpm
- Show Me How You Burlesque (Christina Aguilera) - Christina Aguilera - 53bpm
- Smile - Lily Allen - 48bpm
- The Swing Phenomenon - Bart & Baker Nicolle Rochelle - 50bpm
- The Way to Your Heart - Soulsister - 50bpm
- Walking on Sunshine - Katrina & The Waves - 55bpm
- You're the One That I Want - Olivia Newton-John - 53bpm